# مقاطعة أولو
كانت مقاطعة أولو (بالفنلندية: Oulun lääni) إحدى مقاطعات فنلندا الستة. عاصمة المقاطعة هي مدينة أولو.
يسكن المقاطعة حوالي 461.000 نسمة ما يعادل 8,8% من الفنلنديين. أهم مدنها هي أولو وكاياني وراهي وكوسامو.
ينقسم الإقليم إلى مقاطعتين : بوهيانما الشمالية وكاينو